# NGC 3597
NGC 3597 est une galaxie lenticulaire située dans la constellation de la Coupe. NGC 3597 a été découverte par l'astronome britannique John Herschel en 1835.

## Caractéristiques
Sa vitesse par rapport au fond diffus cosmologique est de 3 855 ± 25 km/s, ce qui correspond à une distance de Hubble de 56,9 ± 4,0 Mpc (∼186 millions d'al).

### Luminosité dans l'infrarouge
NGC 3597 est une galaxie lumineuse dans l'infrarouge (LIRG). Sa luminosité dans l'infrarouge lointain (de 40 à 400 µm)  est égale à 6,31 × 1010 {\displaystyle L_{\odot }} (1010,80{\displaystyle L_{\odot }}) et sa luminosité totale dans l'infrarouge (de 8 à 1 000 µm) est de 9,33 × 1010 {\displaystyle L_{\odot }} (1010,97{\displaystyle L_{\odot }}). Elle renferme également des régions d'hydrogène ionisé.

## NGC 3597, la fusion de deux galaxies
On pense que la galaxie particulière NGC 3597 origine de la collision de deux grosses galaxies et qu'elle évolue lentement pour devenir une galaxie elliptique. Les astronomes étudient NGC 3597 et d'autres galaxies semblables pour en savoir plus sur la formation des galaxies elliptiques dont certaines ont commencé leur vie très tôt dans l'histoire de l'Univers. Ces galaxies anciennes sont surnommées « rouges et mortes » (red and dead) par les astronomes parce qu'elles ne produisent plus de jeunes étoiles bleues et qu'elles sont donc surtout constituées de populations stellaires plus rouges.
Mais avant que cette inactivité ne s'installe, certaines galaxies plus récentes connaissent une dernière poussée de jeunesse comme c'est le cas pour NGC 3597. Des galaxies peuvent entrer en collision, se briser et regrouper la matière disponible, gaz et poussière, et ainsi déclencher de nouveaux cycles de formation d'étoiles. Une partie de la matière mise en commun peut aussi se retrouver dans des poches denses que l'on nomme des amas proto-globulaires. Ces poches continueront de s'effondrer sous l'effet de leur propre gravité et ils finiront par donner naissance à des amas globulaires refermant des millions d'étoiles. On en retrouve des dizaines dans NGC 3597,.

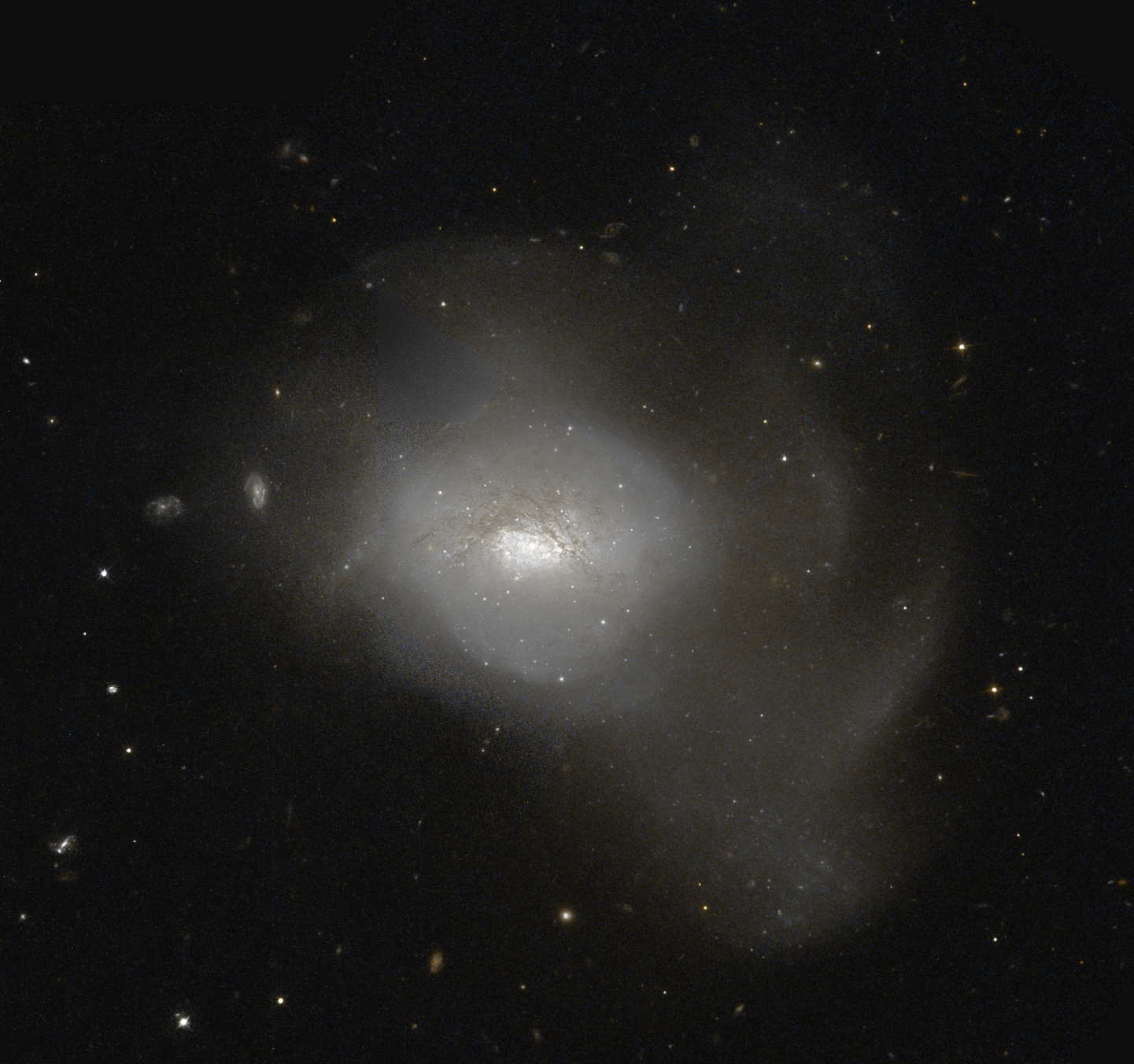
NGC 3597 par le télescope spatial Hubble.

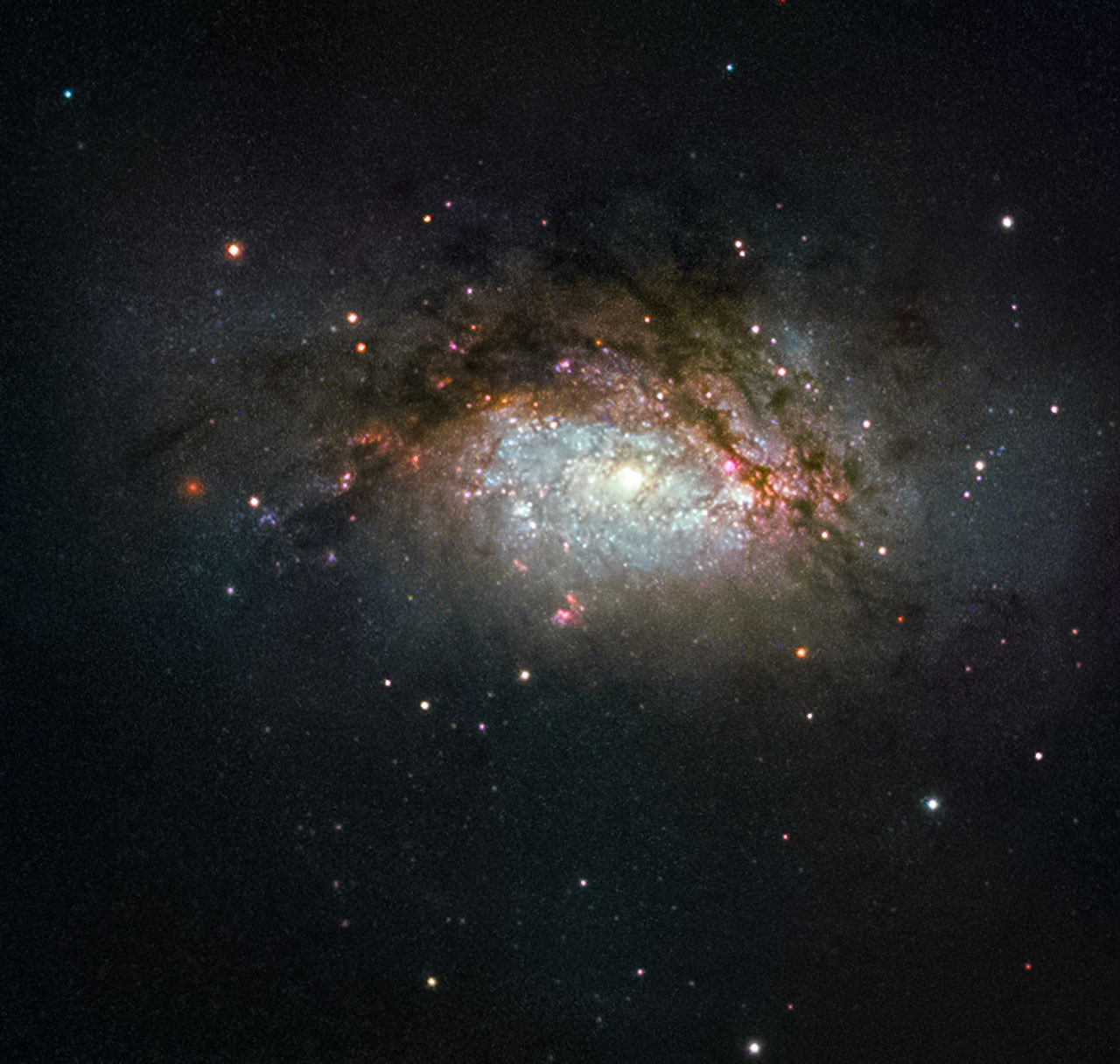
NGC 3597 dans le visible par le télescope spatial Hubble.